# ミニョク (MONSTA X)
ミニョク（英: Lee Min-Hyuk）、1993年11月3日 - ）は、韓国のダンサー、ソングライター、タレントである。韓国出身の男性アイドルグループ・MONSTA Xのメンバーである。ソウル特別市出身。本名はイ・ミニョク（朝: 이민혁、中: 李玟赫）。血液型はA型、身長は179cm。
 

## 来歴
2015年、MONSTA Xのメンバーとしてデビュー。
2019年6月、ミックステープシングル「옹심이」（「Ongsimi」）をリリースし、ミュージックビデオはSTARSHIPエンターテインメントの公式YouTubeチャンネルから公開された。
2019年後半からソロ活動が多くなり様々なテレビ番組に出演したりしている。同年10月、イ・ナウン (APRIL)と一緒に音楽テレビ番組『SBS人気歌謡』の司会を務めた。
2020年8月、ダウムから発売予定のサウンドトラック『She's MyType』に参加することを発表し、収録曲「Havea Goodnight」は、グループメンバーのショヌとのデュエット曲である。同アルバムは、9月11日に発売された 。
 

## 出演

### テレビ番組
| 年        | 放送局          | タイトル                       | 役割     |
| --------- | --------------- | ------------------------------ | -------- |
| 2018      | SBS             | ロウ・オブ・ザ・ジャングル     | キャスト |
| 2018      | tvN             | マイ・マス・ティーン           | キャスト |
| 2019–2021 | SBS             | SBS人気歌謡                    | 司会     |
| 2020      | MBC             | ウィークリー・アイドル         | 司会     |
| 2020      | KBS2            | Fun-staurant                   | 司会     |
| 2020      | KT Seezn        | バック・トゥ・ザ・アイドル     | 司会     |
| 2020      | MBC             | キング・オブ・マスク・シンガー | 参加者   |
| 2020–2021 | Naver Now       | Vogue Ship Show                | MC       |
| 2021      | LG Hello Vision | Our Neighborhood Class         | キャスト |
| 2021      | KT Seezn & MBC  | バック・トゥ・ザ・アイドル 2   | MC       |